# Ghiacciaio Prespa
Il Ghiacciaio Prespa (in lingua bulgara: Ледник Преспа, Lednik Prespa) è una ghiacciaio antartico che si trova nella Penisola Rozhen dell'Isola Livingston, nelle Isole Shetland Meridionali, in Antartide. È situato a est-nordest del Tarnovo Ice Piedmont, a est della testata del Ghiacciaio Charity, a sudest della Ruen Icefall e a sudovest del Ghiacciaio Macy.
È delimitato a est dal Needle Peak e dal Ludogorie Peak, a nordovest da St. Cyril Peak e St. Methodius Peak, e a sudovest da Shumen Peak e Yambol Peak. Fluisce in direzione sudest verso lo Stretto di Bransfield tra Gela Point e Samuel Point. Il ghiacciaio si estende per 3,5 km in direzione est-ovest e per 2,5 km in direzione nord-sud.
La denominazione è stata assegnata in riferimento al Prespa Peak, nei Monti Rodopi, in Bulgaria.

## Localizzazione
Il ghiacciaio è posizionato alle coordinate 62°43′36″S 60°12′42″W. Mappatura dell'UK Directorate of Overseas Surveys nel 1968, rilevazione topografica bulgara nel corso della spedizione Tangra 2004/05 e mappatura nel 2005 e 2009.

## Mappe
- South Shetland Islands., su data.aad.gov.au. Scale 1:200000 topographic map. DOS 610 Sheet W 62 60. Tolworth, UK, 1968.
- Islas Livingston y Decepción. Mapa topográfico a escala 1:100000. Madrid: Servicio Geográfico del Ejército, 1991.
- S. Soccol, D. Gildea and J. Bath.  Livingston Island, Antarctica., su data.aad.gov.au. Scale 1:100000 satellite map. The Omega Foundation, USA, 2004.
- L.L. Ivanov et al., Antarctica: Livingston Island and Greenwich Island, South Shetland Islands (from English Strait to Morton Strait, with illustrations and ice-cover distribution), 1:100000 scale topographic map, Antarctic Place-names Commission of Bulgaria, Sofia, 2005
- L.L. Ivanov. Antarctica: Livingston Island and Greenwich, Robert, Snow and Smith Islands. Scale 1:120000 topographic map. Troyan: Manfred Wörner Foundation, 2010. ISBN 978-954-92032-9-5 (First edition 2009. ISBN 978-954-92032-6-4)
- Antarctic Digital Database (ADD)., su add.scar.org. Scale 1:250000 topographic map of Antarctica. Scientific Committee on Antarctic Research (SCAR), 1993–2016.